# Gellért (keresztnév)
A Gellért a germán eredetű Gerhard, Gerhart nevekből származik, a jelentése gerely, dárda + erős, merész.

## Gyakorisága
Az 1990-es években a Gellért igen ritka  név volt, a 2000-es években nem szerepel az első százban, kivéve 2005-ben, amikor a 94., és 2008-ban, amikor a 97. leggyakoribb férfinév.

## Névnapok
- január 30.[2]
- április 23.[2]
- május 13.[2]
- szeptember 24.[2]
- október 16.[2]

## Híres Gellértek
- „Gellért” utónevű személyek szócikkeinek listája a Wikidata alapján

### Kitalált személyek
- Gellert Grindelwald, varázsló a Harry Potter-regényekben